# 廖繼春
廖繼春（1902年1月4日—1976年2月13日），台中豐原圳寮人，張廖家族後代，繼字輩，台灣畫家，美術教師，台展、省展審查委員。國立臺灣師範大學美術系教授。

## 生平
廖繼春於1902年生於台中豐原附近農耕家庭，自幼父母雙亡，由大哥扶養長大。1918年，廖繼春受過師範基礎教育（台北國語學校）後，1919年在新公園第一次看到油畫後開始往美術領域發展。1922年任教於豐原公學校。1924年，赴日本就讀東京美術學校圖畫師範科系，並於1926年畢業返回台灣。1927年，畢業後的廖繼春任教於台南長老教中學，創設赤島社。
早年他的泛印象畫風頗受日治時期的各種美術競賽青睞，1927年的首屆台展中，他就以《裸女》獲特選。1928年再以《有香蕉樹的院子》（芭蕉の庭）入帝展。廖繼春是第二位入選的台灣畫家，第一位是畫家陳澄波的《嘉義街外》（1926年）。同時期的第九屆帝展亦有第三位台灣畫家陳植棋《台灣風景》入選。1932年起擔任臺展審查委員。1934年，他與李石樵、顏水龍、楊三郎組成「台陽美協」。曾改名「秋永繼春」。
第二次世界大戰結束後，1947年，他執教於台灣師範大學美術系，也仍擔任各種美術競賽的審查委員。不過，畫風從泛印象轉為抽象。1970年，廖繼春獲頒中山文藝創作獎。1973年，廖繼春自台灣師範大學美術系退休，1976年，廖繼春因肺癌去世。

## 風格
然而寫實主義時期的廖繼春在這幅《有香蕉樹的院子》就已經展露了他美術的基本深厚訓練。《有香蕉樹的院子》採取嚴謹的學院風格創作，傳統的三角構圖，卻是以螺旋的方式逐漸收斂在遠方。

## 作品
- 《西班牙古堡》：2005年在香港以138萬3105美元 （新台幣4626萬8000元）賣出。
- 《花園》：2008年在香港以新台幣1億4561萬元賣出。

## 影視作品
- 2016年電視劇《紫色大稻埕》，由張世賢飾演。

## 佚事
早期對於《有香蕉樹的院子》所參考的景觀有多說猜測。2009年考據出應為廖繼春任教於臺南時，投宿當地的劉家二房古厝庭院，即今中西區青年路萬昌街口，建物仍存。

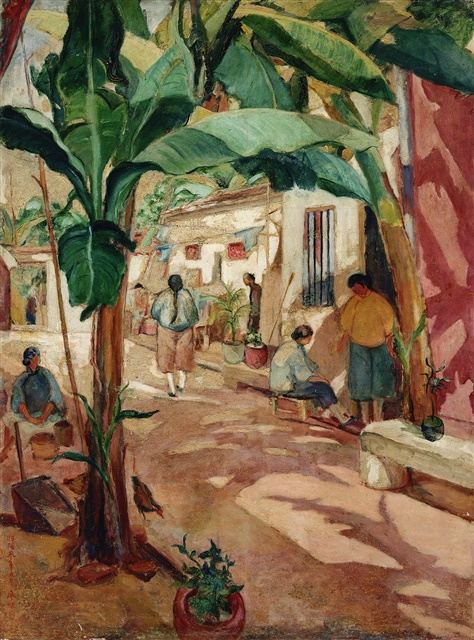
《有香蕉樹的院子》
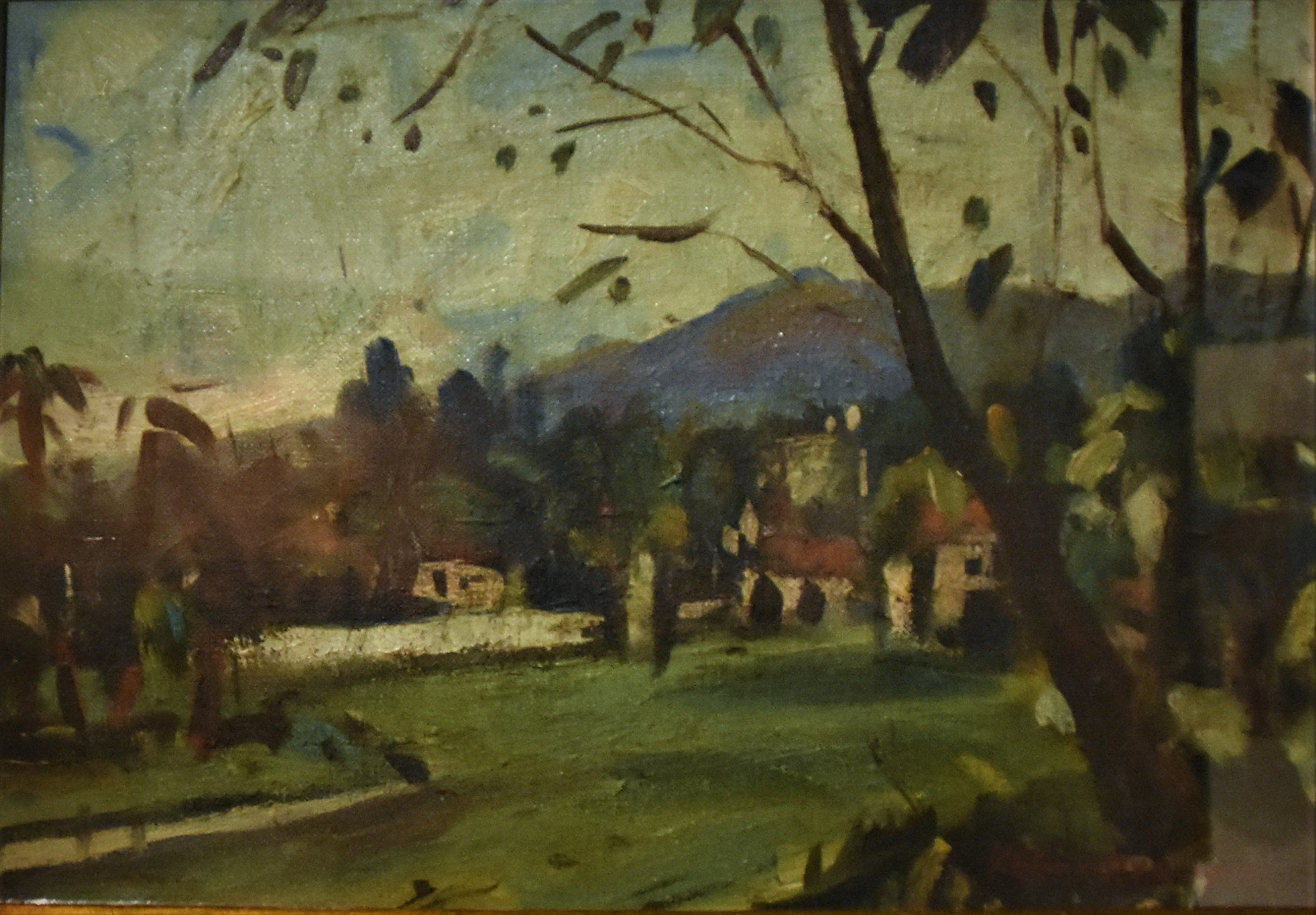
《豐原風景》

## 外部連結
- 色彩的魔術師-廖繼春教授百歲紀念畫展 （页面存档备份，存于）（2002年1月4日～2002年3月26日）
- 廖繼春遠眺玉山-文化部文化資產局 （页面存档备份，存于）